# Nördlicher Verwaltungsbezirk (Moskau)
Der Nördliche Verwaltungsbezirk (russisch Северный административный округ/ Sewerny administratiwny okrug) ist einer der zwölf Verwaltungsbezirke der russischen Hauptstadt Moskau.

## Lage
Der Nördliche Verwaltungsbezirk befindet sich am nördlichen Rande des Stadtgebietes von Moskau.

## Beschreibung
Der Nördliche Verwaltungsbezirk enthält 16 Stadtteile. Im Verwaltungsgebiet leben mehr als eine Million Menschen. Die Bevölkerungsdichte des Bezirkes liegt über dem Durchschnittswert aller Bezirke.
Der internationale Flughafen Moskau-Scheremetjewo zählt, obwohl außerhalb der Stadtgrenzen gelegen, offiziell zum Gebiet des Nördlichen Bezirkes.

## Stadtteile im Nördlichen Verwaltungsbezirk

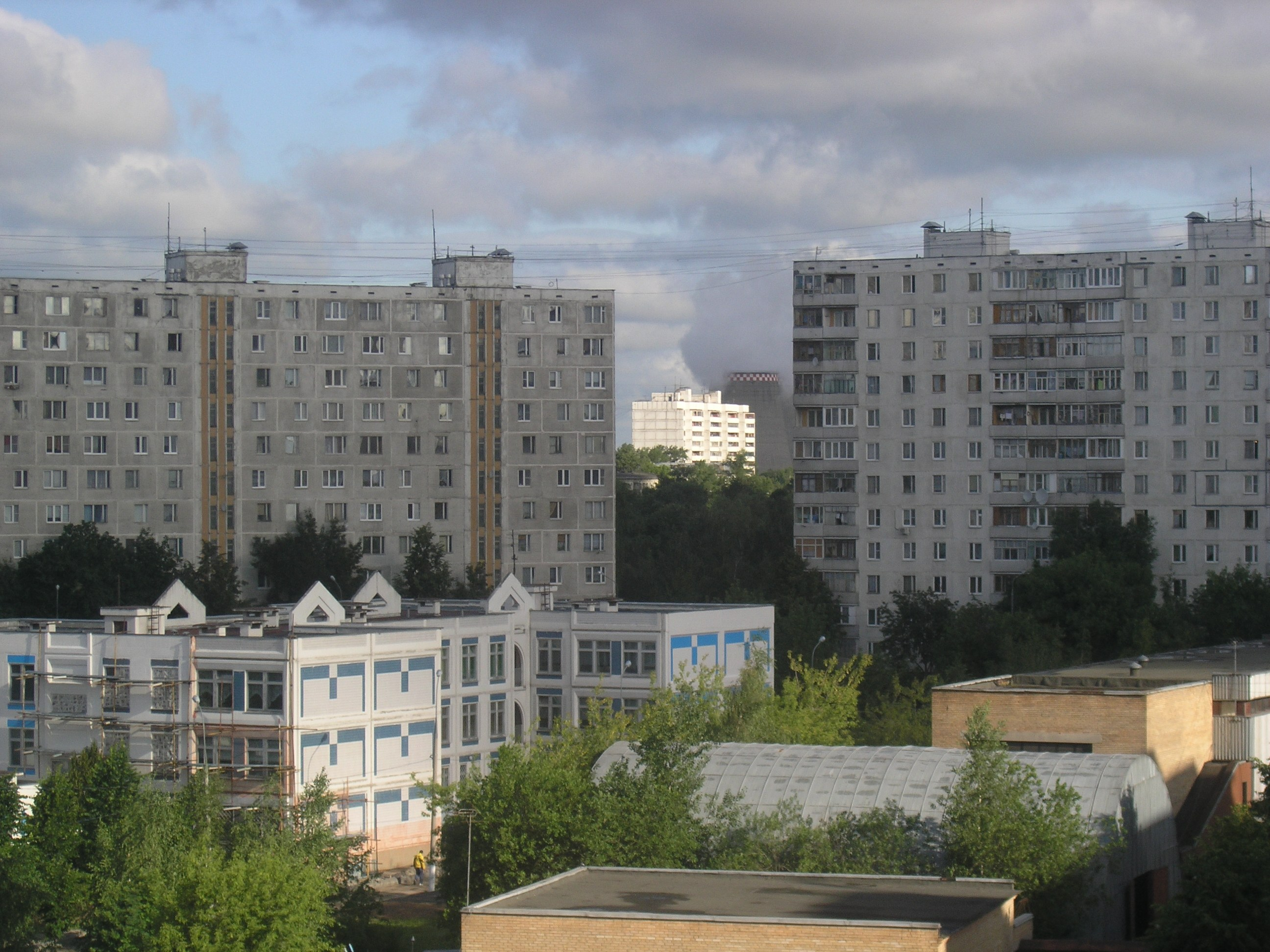
Dmitrowski

- Aeroport
- Begowoi
- Beskudnikowski
- Choroschowski
- Chowrino
- Dmitrowski
- Golowinski
- Koptewo
- Lewobereschny
- Molschaninowski
- Sapadnoje Degunino
- Sawjolowski
- Sokol
- Timirjasewski
- Woikowski
- Wostotschnoje Degunino

## Ausgewählte Sehenswürdigkeiten
- Triumph-Palace